# Friedrich von Fabrice
Friedrich von Fabrice (* 9. Mai 1836 in Nürnberg; † 9. Juni 1897 in München) war ein bayerischer Generalmajor und Militärhistoriker.

## Leben
Fabrice wurde am 1. Dezember 1858 zum Unterleutnant im 7. Infanterie-Regiment der Bayerischen Armee ernannt. Mit diesem nahm er 1866 am Deutschen Krieg sowie 1870/71 als Regimentsadjutant am Krieg gegen Frankreich teil. Zuletzt war er bis zu seiner Verabschiedung am 14. Mai 1893 als Generalmajor Kommandeur der 5. Infanterie-Brigade in Regensburg.
Bereits während seiner aktiven Dienstzeit hatte Fabrice sich schriftstellerisch bestätigt und Beiträge zur bayerischen und kurpfälzischen Heeresgeschichte publiziert. Den Schwerpunkt seiner Arbeiten bildeten die Geschichte des 6. Infanterie-Regiments „Kaiser Wilhelm, König von Preußen“, dem er als Stabsoffizier angehört hatte. Außerdem war er nach seiner Verabschiedung im Kriegsarchiv mit Vorarbeiten für die Bayerische Heeresgeschichte beschäftigt.
Seine Tochter Adelheid (* 19. September 1816 in Lille; † 12. März 1904 in Dresden) heiratete 1842 den Fideikommissherren Hanns von Zehmen.

## Schriften
- Das Königlich Bayerische 6. Infanterie-Regiment Kaiser Wilhelm, König von Preußen. R. Oldenbourg, München 1886.

I. Teil: 1725 bis 1804.
II. Teil: 1805 bis 1835.